# Rosmunda Pisaroni

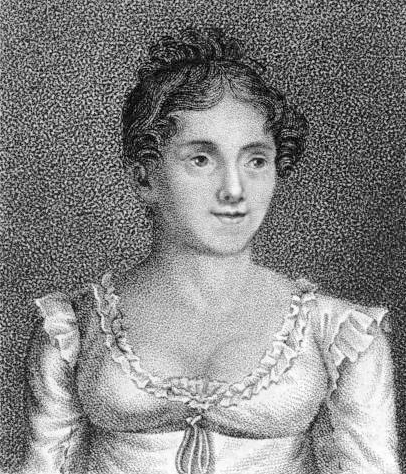
Rosmunda Pisaroni.
Stich von Giovanni Antonio Sasso

Rosmunda Pisaroni, selten: Rosmunda Pesaroni, auch Benedetta Rosamunda Pisaroni, Benedetta Maria Rosmunda Pisaroni oder Rosmunda Pisaroni Carrara (16. Mai 1793 in Piacenza, – 6. August 1872 in Rivergaro) war eine italienische Opernsängerin. Sie hatte einen ungewöhnlich großen Stimmumfang und trat anfangs auch als Sopran auf, wurde jedoch vor allem als Altistin berühmt, besonders in Werken von Gioachino Rossini.

## Leben
Rosmunda Pisaroni war die Tochter von Giambattista Pisaroni und Luigia Prati. Ersten Unterricht hatte sie bei Vincenzo Colla, später bei Giacomo Carcani. Mit 12 Jahren brachte ihr Vater sie nach Mailand, wo sie bei einigen teilweise berühmten Kastraten studierte, zunächst bei Moschini, später bei Luigi Marchesi, Gasparo Pacchierotti, und Giovanni Battista Velluti.
Nach ihrer Ausbildung debütierte sie 1811 mit 18 Jahren in Bergamo in der Titelrolle (Sopran) der Ginevra di Scozia von Simon Mayr, neben dem Kastraten Angelo Testore als Ariodante; ein Jahr später sang sie wieder in Bergamo in Mayrs Adelasia ed Aleramo, diesmal die Hosenrolle des Aleramo. In der Karnevalssaison 1812/13 verkörperte sie am Teatro Comunale von Piacenza in der Uraufführung (= UA) von Nicolinis Carlo Magno die Rolle der Rosminda, an der Seite von Velluti als Vitekindo. Es war ein triumphaler Erfolg. Ihre Stimme hatte zu dieser Zeit einen Umfang von etwa drei Oktaven und vereinte in sich die Register von „Sopran, Tenor und Bass“.
Im Juni 1813 heiratete sie Venanzio Maloberti, gegen den Willen ihres Vaters, der sich von seinem Schwiegersohn vertraglich das Exklusiv-Recht auf die Einnahmen der Tochter für das kommende Jahr zusichern ließ.
Ab Sommer 1813 war Pisaroni dann am Teatro della Pergola in Florenz, wo sie in Cimarosas Artemisia, als Lilla in Martín y Solers Una cosa rara, und in der Titelrolle der Alzira von Manfroce auftrat (UA).
Eine bekannte Anekdote erzählt, dass Gioachino Rossini Rosamunda Pisaroni im Januar 1814 in der Sopranrolle der Amenaide in seiner Erfolgsoper Tancredi gehört habe, und ihr daraufhin riet, sich auf Altpartien zu beschränken. Jedenfalls sang sie im gleichen Jahr 1814 am Teatro Nuovo in Padua die ursprünglich für Velluti geschriebene Partie des Arsace in Rossinis Aureliano in Palmira; in dieser Rolle war sie sehr erfolgreich, und sang sie noch im selben Jahr auch in Brescia, und 1817 in Treviso und Bassano.
Nachdem das Jahr des väterlichen Privilegs verstrichen war, begann sich ihr Ehemann um ihre Karriere zu kümmern; aber als er ihr nach Bologna folgte, wurde er krank und starb im März 1815. Die junge Witwe sagte alle Verpflichtungen bis zur Karnevalssaison 1816 ab. Sie erkrankte kurze Zeit später an den Pocken, von denen sie sich zwar erholte, die ihr aber das Gesicht ruinierten, so dass sie von nun an als hässlich galt; die Krankheit schlug ihr auch auf die Augen, so dass sie halb erblindete.
Trotzdem kehrte Rosmunda Pisaroni auf die Opernbühne zurück und wurde zu einer der bedeutendsten Interpretinnen von Hosenrollen bzw. Altpartien in Rossinis Opern: Ab 1816 sang sie die Rolle des Protagonisten in Tancredi in Parma (Teatro Ducale) und in Vicenza (Teatro Eretenio); ebenfalls ab 1816 die Titelrolle in Ciro in Babilonia: zuerst in Venedig (Teatro San Luca), später auch in Ferrara und Modena; 1817 folgte Rossinis Demetrio e Polibio in Venedig (Teatro San Benedetto). Im Karneval 1817 sang sie auch die Hauptrolle der Isabella in L’italiana in Algeri (Venedig, Teatro San Moisè).
Im Juli 1817 in Padua schrieb Giacomo Meyerbeer für sie die Partie der Romilda in seiner ersten italienischen Oper Romilda e Costanza. Meyerbeer selber schrieb in einem Brief, „die Primadonna“ habe sich so sehr in ihn verliebt, dass sie ihn auf der Stelle heiraten wollte, aber da er dies nicht erwiderte, habe sie dafür gesorgt, dass das Orchester in der Uraufführung falsch spielte, um die Oper zu sabotieren; Meyerbeer nannte zwar keinen Namen, aber Alles spricht dafür, dass die unglückliche zurückgewiesene Primadonna die Pisaroni war.
Sie heiratete wenige Monate später, im Oktober 1817, zum zweiten Mal: Giuseppe Santi Carrara aus Padua, ehemaliger erster Flötist am La Fenice von Venedig. Nach „alten Biographen“ Pisaronis soll Carrara „…der erste unter ihren Unterstützern und der größte Verschwender ihres Vermögens“ gewesen sein.
Zwischen 1818 und 1820 hatte die Sängerin einen Vertrag am Teatro San Carlo in Neapel, wo Rossini für sie drei Partien komponierte: Die kleine Rolle der Zomira in Ricciardo e Zoraide (UA am 3. Dezember 1818), die wesentlich interessantere und ausdrucksvolle Andromaca in Ermione (UA am 27. März 1819), und die brillante Hosenrolle des Malcolm in La donna del lago (UA am 24. September 1819). In der letzteren Rolle war sie besonders erfolgreich und verkörperte sie auch in Padua, Bologna, Rom, Florenz und Mailand.
1821–1822 trat sie am Real Teatro Carolino von Palermo auf, später in Parma, Bologna, Florenz, Rom, Venedig und Turin. 1821 sang sie in Costantino von Hartmann Stunz an der Seite von Nicola Tacchinardi. Pisaroni debütierte 1822 an der Mailänder Scala, wo sie noch einmal mit Meyerbeer zusammenarbeitete, der für sie die Partie des Almanzor für seine Oper L’esule di Granata schrieb (UA am 12. März 1822); zur Besetzung gehörten auch die Sopranistin Adelaide Tosi und der Bass Luigi Lablache. Die Gazzetta di Milano schrieb drei Tage nach der Premiere in einem etwas nostalgischen Vergleich Pisaronis mit dem Gesang der großen Kastraten:

„Die Pisaroni hat in ihrem Gesangsstil keine Rivalen außer in unserer Erinnerung an jene Soprane, welche denjenigen, die sie gehört haben, eine solche Süße brachten, und sie fährt hier (in ihrem Duett mit Lablache), wie in ihren Arien, fort, uns mit dem Ebenmaß ihrer Stimme und mit delikaten Inflektionen einen Genuss zu bereiten, welchen stärkere Organe und gewinnendere (Gesichts-)Züge oft zu inspirieren versäumen.“

Ende des Jahres trat Pisaroni zum ersten Mal im Teatro Argentina in Rom auf, in Michele Carafas Eufemio di Messina (UA). 1823 war sie am Teatro del Giglio in Lucca, wo sie u. a. neben Nicola Tacchinardi den ersten Serse in Pacinis Il Temistocle sang. In dieser Partie brillierte sie auch in Livorno, Genua, Mailand, und noch 1833 in Piacenza. Zunächst trat sie im Herbst 1823 noch in Lucca in Mercadantes Didone abbandonata als Enea auf. Mit Mercadante arbeitete sie auch kurz danach am Teatro Argentina in Rom zusammen, wo sie die Rolle des Argiro in seinen Gli amici di Siracusa aus der Taufe hob (7. Februar 1824), und auch den Abenamet in Donizettis Zoraide di Granata sang. 1824 und 1825 kehrte die Pisaroni auch an die Scala zurück, wo sie wieder in Pacinis Temistocle, und in der Uraufführung von Carafas Il sonnambulo den Adolfo sang.
1827 hatte Rosmunda Pisaroni ihr Debüt am Théâtre-Italien in Paris, wo Rossini sie unbedingt als Arsace für seine Semiramide wollte; sie hatte diese Partie zuvor schon mehrmals in Italien gesungen, u. a. 1826 in Florenz und in Rom. Eine Anekdote berichtet, dass Pisaroni die Cavatina des Arsace, „Eccomi alfine in Babilonia“, mit dem Rücken zum Publikum begann, damit die Leute ihr pockennarbiges Gesicht nicht sehen konnte; aber ihr Gesang und die Macht ihrer wundervollen Stimme eroberten ihr einen stürmischen Applaus. Die Zeitungs-, Briefe- und Memoirenschreiber der französischen Hauptstadt überschlugen sich, den sensationellen Auftritt Pisaronis zu beschreiben. Die Comtesse Harriet Granville zeichnet ein Bild:

“Magnifica, sublime, entraînante la Pisaroni. Ripugnante, storpia, deforme, nana la Pisaroni. Ha una testa enorme e un viso davvero brutto. Quando ride o canta, la sua bocca si torce verso un orecchio, e ha l’aria d’una persona stravolta dal dolore. …Eppure, non aveva ancora cantato per dieci minuti che il pubblico parigino era in estasi”

„Großartig, sublim, hinreißend, die Pisaroni. Abstoßend, verkrüppelt, deformiert, eine Zwergin, die Pisaroni. Sie hat einen enormen Kopf und ein wirklich hässliches Gesicht. Wenn sie lacht oder singt, verziert sich ihr Mund bis zu ihrem Ohr, und sieht aus, wie vor Schmerz verzerrt… Und doch hatte sie noch keine zehn Minuten gesungen, und das Pariser Publikum war im Rausch.“

Der Musikkritiker Castil-Blaze konzentrierte sich glücklicherweise auf die musikalisch-künstlerischen Qualitäten der Virtuosin:

“Uno stile d’esecuzione nobile, elegante, grandioso, pomposo; un sentimento profondo della musica; un’espressione che seduce e trascina; una conoscenza perfetta degli effetti della melodia e del partito che se ne può trarre combinandoli destramente con gli effetti della scena”

„Ein nobler, eleganter, grandioser, pompöser Stil der Ausführung; ein tiefes Gefühl für die Musik; eine Ausdrucksfähigkeit, die verführt und mitreißt; eine perfekte Kenntnis der Effekte der Melodie und der Partitur, aufgelöst und geschickt kombiniert mit den Effekten der Szene.“

Von Paris aus ging Rosmunda Pisaroni Anfang 1829 auf eine fünfmonatige Tournée nach London, wo sie am King’s Theatre ausschließlich Rossini sang, u. a. an der Seite von Maria Malibran. Im Sommer 1830 kehrte sie nach Italien zurück. In Triest sang sie unter anderem den Romeo in Vaccais Giulietta e Romeo, und 1831 war sie wieder an der Scala, u. a. als Falliero in Rossinis Bianca e Falliero.
Zu den letzten Opern, die sie auf der Bühne sang, gehörten Rossinis La donna del Lago 1832 in Florenz, und Pacinis Temistocle in ihrer Geburtsstadt Piacenza 1833. Danach zog sie sich von der Bühne in zurück. Im Februar 1833 gab sie noch ein Konzert in Piacenza, und ein letztes Mal sang sie 1848 während einer patriotischen Manifestation.
Rosmunda Pisaroni besaß in ihrer Heimatstadt Piacenza den Palazzo Rota aus dem 17. Jahrhundert und eine ländliche Villa in Colonese di Rivergaro, in der Umgebung von Piacenza. Dort starb sie mit 79 Jahren am 6. August 1872. Einen guten Teil ihres Vermögens hinterließ sie den Armen von Piacenza. Ihr Grabmal auf dem städtischen Friedhof ziert eine Marmorbüste.

## Rollen (Auswahl)
Die folgende kleine Auswahl gibt nur wenige wichtige Rollen an, die für die Stimme Pisaronis komponiert wurden.
- Romilda in Romilda e Costanza von Meyerbeer (19. Juli 1817, Padua)
- Zomira in Ricciardo e Zoraide von Rossini (3. Dezember 1818, Neapel, Teatro San Carlo,)
- Andromaca in Ermione von Rossini (27. März 1819, Neapel, San Carlo,)
- Dejanira in L’apoteosi d’Ercole von Mercadante (19. August 1819, Neapel, San Carlo,)
- Malcolm Groeme in La donna del lago von Rossini (24. Oktober 1819, Neapel, San Carlo,)
- Almanzor in L’esule di Granata von Meyerbeer (12. März 1822, Mailand)
- Lotario in Eufemio di Messina von Carafa (26. Dezember 1822, Rom)
- Serse in Temistocle von Pacini (23. August 1823, Lucca)
- Argiro in Gli amici di Siracusa von Mercadante (7. Februar 1824, Rom, Teatro Argentina)
- Adolfo in Il sonnambulo von Carafa (13. November 1824, Mailand)